# Anolis porcatus
Anolis porcatus (кубинський зелений аноліс) — вид ігуаноподібних ящірок родини анолісових (Dactyloidae). Ендемік Куби.

## Підвиди
Виділяють два підвиди:
- Anolis porcatus aracelyae Pérez-Beato, 1996;
- Anolis porcatus porcatus Gray, 1840.

## Поширення і екологія
Кубинські зелені аноліси мешкають на Кубі та на сусідніх островах, зокрема на острові Ісла-де-ла-Хувентуд. Також вони були інтродуковані у Флориду, у Домініканську Республіку, на Арубу, Тенерифе та Сан-Паулу. Вони живуть на узліссях тропічних лісів, в садах, прибережних і мангрових заростях. Живляться безхребетними, амфібіями і плодами.